# Chrást, Příbram
Chrást là một làng thuộc huyện Příbram, vùng Středočeský, Cộng hòa Séc.